# Callayuc (distrito)
Callayuc é um distrito do Peru, departamento de Cajamarca, localizada na província de Cutervo.

## Transporte
O distrito de Callayuc é servido pela seguinte rodovia:
- Da cidade de Chiclayo, pegue a rodovia Fernando Belaunde Terry, até o porto de Chiple, onde começa a rota PE-3N, até o povoado Las Juntas, saindo da rota principal PE-5N que conecta à região (Cajamarca) de Chiple (Porto do distrito de Callayuc) até terminar na cidade de Cajamarca.[1][2][3]